# Юта (окръг)
Вижте пояснителната страница за други значения на Юта.
Окръг Юта (на английски: Utah County) е окръг в щата Юта, Съединени американски щати. Площта му е 5545 km², а населението – 592 299 души (2016). Административен център е град Прово.

## Градове
- Сантакуин
- Сидър Хилс
- Спрингвил